# Пулковська справа

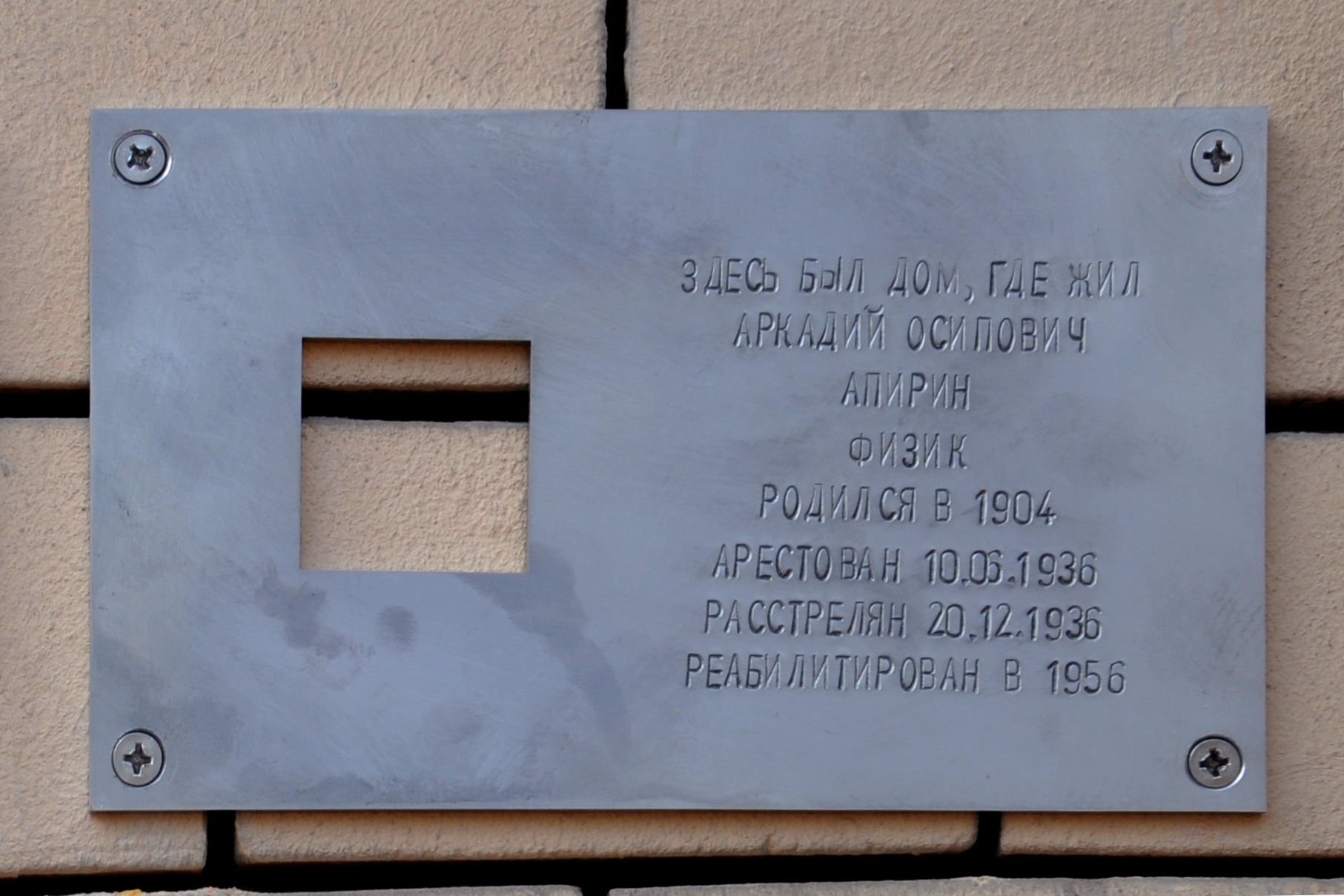
Остання адреса пам'яті розстріляного вченого-фізика

«Пулковська справа» (1936—1937) — кримінальна справа, порушена НКВС проти групи радянських учених за звинуваченням в «участі у фашистській троцькістсько-зінов'євській терористичній організації, що виникла в 1932 році за ініціативою німецьких розвідувальних органів і ставила на меті повалення Радянської влади та встановлення на території СРСР фашистської диктатури». Точна оцінка числа постраждалих у справі неможлива, сама назва «пулковська справа» виникла пізніше і в матеріалах справ не вживалася. Заарештовані були співробітники не тільки Пулковської обсерваторії, а й багатьох інших наукових організацій — астрономи, геологи, геофізики, геодезисти, математики низки наукових та навчальних закладів Ленінграда, Москви та інших міст — проте перша велика група арештів, що сталася восени 1936 року, на початку Великого терору, відбулась серед пулковських астрономів, що й пояснює походження назви.

## Історія процесу

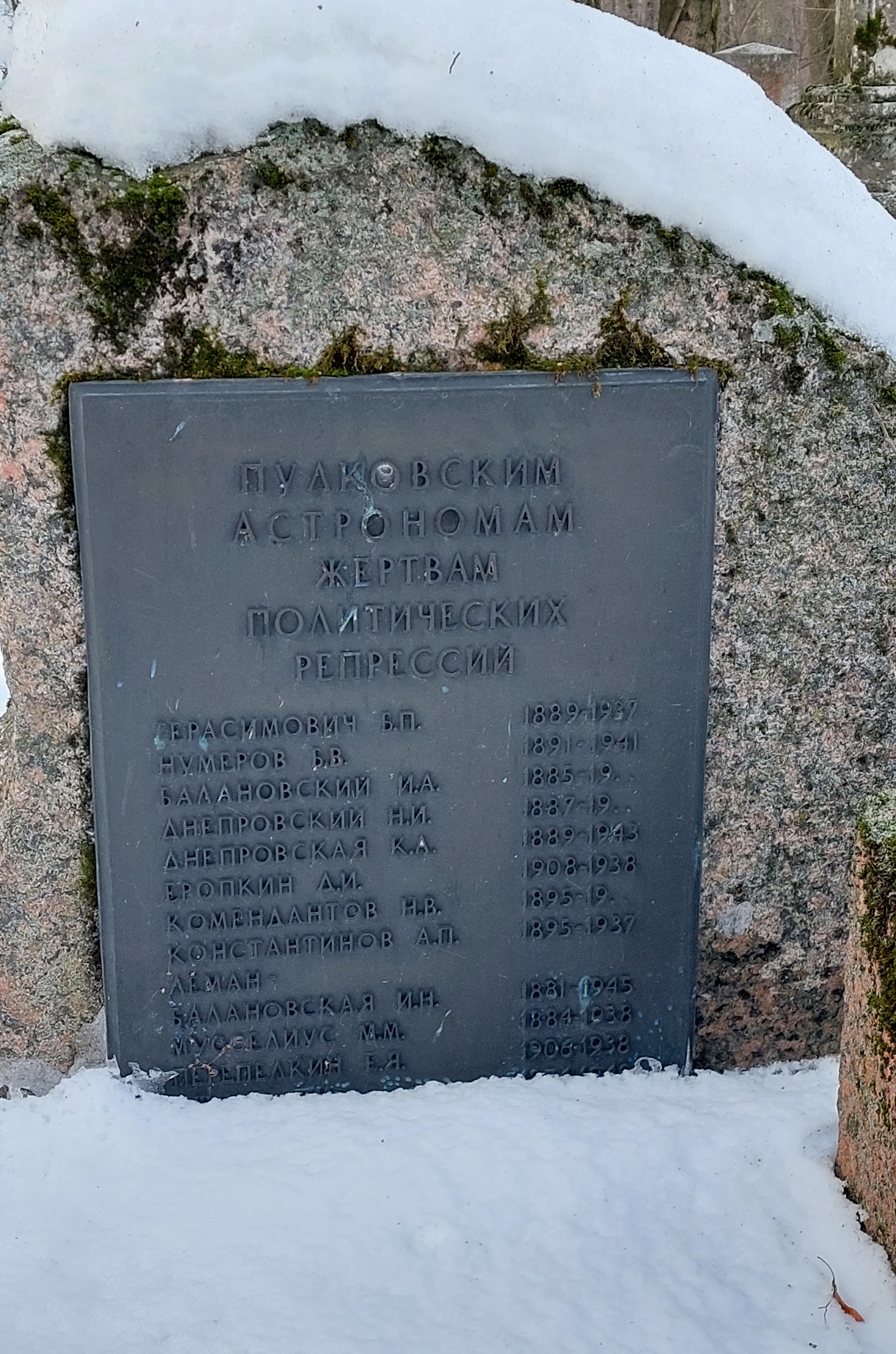
Пам'ятний камінь астрономам — жертвам політичних репресій

З 1934 року радянська та світова астрономічна наука готувалася до сонячного затемнення 19 червня 1936 року, яке мало спостерігатися переважно на території СРСР. Закордонні контакти Бориса Герасимовича, випускника Харківського університету й директора Пулковської обсерваторії, що розширилися у зв'язку з підготовкою до спостережень затемнення, привернули увагу НКВС, і воно розпочало розслідування «контрреволюційної шкідницької організації» в середовищі науково-технічної інтелігенції Ленінграда.
Влітку 1936 року в ленінградській пресі було надруковано серію статей, які засуджували «нездорову обстановку» в Пулковській обсерваторії та звинувачували астрономів у «преклонінні перед закордоном», що виражалося в публікації робіт переважно в західних журналах, у «затисканні критики» і т. д.
У вересні 1936 року в Зирянівську на Алтаї заарештували геофізика, співробітника ЦНДГРІ Ю. Лепешинського, що започаткувало цілу серію арештів. У серпні 1936 року заарештували заступника директора Пулковської обсерваторії з адміністративно-господарської частини Б. Шигіна. З листопада 1936 по вересень 1937 року заарештували 13 пулковських астрономів (і дружин сімох із них), включно з директором обсерваторії Герасимовичем. Існує версія, що його арешт прискорило його заступництво за арештованих колег перед Андрієм Ждановим. Справу вели за відпрацьованим НКВС сценарієм: силові методи допиту заарештованих призводили до того, що вони обговорювали не лише себе, а й своїх колег. За деякими оцінками, всього у справі було заарештовано понад сто осіб, в тому числі близько 30 астрономів, що становило близько 10-20 % загальної кількості активних астрономів СРСР.
За версією НКВС, створення «контрреволюційного центру» відбулося у березні 1932 року, коли у Свердловську проходила геофізична конференція. «Центр» нібито очолював Борис Нумеров, директор Астрономічного інституту, який мав свою «контрреволюційну групу» ще з 1929 року. За версією слідства, розгалужена організація з центром у Ленінграді мала філії у Москві, Києві, Харкові, Дніпропетровську, Новосибірську та інших містах. У 1933 році «центр» нібито встановив зв'язок із троцькістсько-зінов'євською організацією Ленінграда. За директивою останньої, згідно з версією слідства, розпочалася підготовка терористичних актів проти керівників ВКП(б) та радянського уряду. На засіданнях, що проходили в 1933—1936 роках, члени організації нібито дійшли рішення про необхідність терору проти Сталіна, а на останній нараді в лютому 1936 року було прийнято рішення про організаційну підготовку такого теракту. Учасникам «змови» ставилося в провину також «шкідництво» (саботаж спостережень сонячних затемнень, приховування родовищ корисних копалин тощо).
З 20 по 26 травня 1937 року виїзна сесія Воєнної колегії Верховного суду СРСР у Ленінграді розглядала справи обвинувачених. Проти них висунули звинувачення за пунктами 6, 7, 8, 10 та 11 статті 58 КК РФСР (шпигунство, шкідництво, терор, антирадянська агітація). Частину обвинувачених (П. М. Каратигін, П. П. Кузнєцов, С. К. Гірін, А. П. Константинов, М. А. Балдін, Ю. М. Лепешинський) засудили до розстрілу, інших — до 10 років виправно-трудових таборів з конфіскацією майна та поразкою у правах на 5 років та до інших термінів.
Арешти вчених, пов'язаних із «пулковською справою», тривали і після суду над основною групою обвинувачених. Зокрема, восени 1937 заарештували дружин засуджених науковців і як «членів сімей зрадників Батьківщини» засудили їх до різних термінів ув'язнення у виправно-трудових таборах. Заслані й інших родичів вчених. 30 листопада 1937 року засудили до розстрілу директора Пулковської обсерваторії Бориса Герасимовича.
Заарештованого пізніше, в 1939 році, інженера-винахідника Лева Термена звинувачували в тому, що він готував разом зі спільниками з числа астрономів Пулковської обсерваторії теракт проти Кірова в 1934 році, коли бомба була нібито вбудована в маятник Фуко і мала вибухнути в момент огляду маятника.
Частину засуджених реабілітували наприкінці 1950-х років.

## Заарештовані за «пулковською справою»
| Ім'я                                    | Місце роботи                        | Дата арешту                                                                  | Вирок                                                   | Подальша доля | Реабілітація                                                |
| --------------------------------------- | ----------------------------------- | ---------------------------------------------------------------------------- | ------------------------------------------------------- | --- | ----------------------------------------------------------- |
| Бабієко Данило Васильович               | Укргеолтрест                        | 19 грудня 1936                                                               | Розстріл                                                | Розстріляний 3 вересня 1937 | Реабілітований посмертно                                    |
| Балановський Іннокентій Андрійович      | ГАО                                 | 7 листопада 1936                                                             | 10 років                                                | Помер в Орловській тюрмі в 1938 або 1939 | 3 грудня 1957                                               |
| Балдін Михайло Олександрович            | ЦНДГРІ                              | 2 лютого 1937                                                                | Розстріл                                                | Розстріляний 23 травня 1937 | 2 грудня 1957                                               |
| Безбородько Микола Іванович             | КУ, ІГ                              | 14 вересня 1938                                                              | 12 років                                                | Помер в Онеглазі НКВС 7 травня 1942 | 21 вересня 1957                                             |
| Боєва Ніна Федорівна                    | АІ, ГАО                             | 10 лютого 1937                                                               | 4 года                                                  | 14 грудня 1938 вирок скасовано, 25 березня 1940 справа зупинена, підсудна звільнена, 27 березня 1940 поновлена на роботі в АІ                                                           | 8 червня 1957 справа зупинена                               |
| Бурсіан Віктор Робертович               | ЛДУ                                 | 8 (за іншими даними, 15) жовтня 1936                                         | 10 років                                                | Помер в Ленінграді в тюремній лікарні 15 грудня 1945 | 8 грудня 1956                                               |
| Варзар Софья Михайлівна                 | АІ                                  | 14 квітня 1937                                                               | 6 років                                                 | 26 лютого 1940 справа зупинена, з-під варти звільнена, повернулась в АІ | 8 червня 1957 справа зупинена за відсутністю складу злочину |
| Василенко Павло Іванович                | ІГ                                  | 3 квітня 1937                                                                | Розстріл                                                | Розстріляний 3 вересня 1937 | ?                                                           |
| Виржиковський Роман Романович           | Харківський університет             | 2 квітня 1937                                                                | Розстріл                                                | Розстріляний 3 вересня 1937 | 23 листопада 1956                                           |
| Газе Віра Федорівна                     | ГАО                                 | 7 листопада 1936                                                             | 5 років ИТЛ                                             | Звільнена в 1940 | ?                                                           |
| Герасимович Борис Петрович              | ГАО                                 | 28 червня 1937                                                               | Розстріл                                                | Розстріляний 30 листопада 1937 | 23 березня 1957                                             |
| Герасимович Ольга Михайлівна            |                                     | 9 грудня 1937                                                                | 8 років                                                 | Працювала в КрАО |                                                             |
| Гірін Сергій Кузьмич                    | ЦНДГРІ                              | 13 вересня 1936                                                              | Розстріл                                                | Розстріляний 23 травня 1937 | 3 грудня 1957                                               |
| Гутт Антон Євгенович                    | Гірничий інститут (Дніпропетровськ) | 17 березня 1937                                                              | Розстріл                                                | Розстріляний 3 вересня 1937 | ?                                                           |
| Дніпровська Клара Августівна            | Пулковська сейсмостанція            | 31 серпня 1937                                                               | 5 років                                                 | Звільнена з Сиблагу в 1942 | 11 лютого 1957                                              |
| Дніпровський Микола Іванович            | ГАО                                 | 4 грудня 1936                                                                | 10 років. В тюрьме 17 січня 1938 приговорен к Розстрілу | Розстріляний 18 січня 1938 | 1957, за іншими даними, 6 квітня 1990                       |
| Дробишев Дмитро Васильович              | ЦНДГРІ                              | 1936                                                                         |                                                         | Повернувся до роботи в кінці 1930-х |                                                             |
| Жонголович Іван Данилович               | АІ                                  |                                                                              |                                                         | Повернувся в АІ в 1937 |                                                             |
| Єропкін Дмитро Іванович                 | ГАО                                 | 4 грудня 1936                                                                | 10 років. В тюрьме 17 січня 1938 приговорен к Розстрілу | Розстріляний 20 січня 1938 | 10 серпня 1955                                              |
| Іванов М. (або Н.) И.                   | ТАО                                 | грудень 1936                                                                 | Осуждён                                                 | Помер в тюрмі (?) | ?                                                           |
| Ідельсон Наум Ілліч                     | АІ                                  | 7 листопада 1936, за іншими даними, 10 лютого 1937                           | 3 года                                                  | Виправданий 28 жовтня 1939. Повернувся в АІ в грудні 1939 |                                                             |
| Каратигін Павло Михайлович              | ЦНДГРІ, ЛГІ                         | 1 листопада 1936                                                             | Розстріл                                                | Розстріляний 23 травня 1937 | 3 грудня 1957                                               |
| Касаткін Петро Іванович                 | ЦНДГРІ                              | 26 лютого 1937                                                               | 10 років                                                | Достроково звільнений 10 вересня 1945, 5 квітня 1952 зісланий на поселення в Красноярський край, звільнений 1 жовтня 1954                                                               | У 1955 реабілітований и звільнений із заслання              |
| Кіріков Андрій Павлович                 | ЦНДГРІ                              | 7 листопада 1936                                                             | 10 років                                                | Розстріляний (?) 20 січня 1938 | 8 грудня 1956                                               |
| Козлов В. І.                            | ТАО                                 |                                                                              | Осуждён                                                 | Помер в тюрмі в 1940 (?) | ?                                                           |
| Козирєв Микола Олександрович            | ГАО                                 | 7 листопада 1936 Повторно заарештований 25 жовтня 1941 (з тим самим вироком) | 10 років                                                | 14 грудня 1946 звільнений умовно-дотсроково | 21 лютого 1958                                              |
| Козирєва Віра Миколаївна                |                                     | 5 вересня 1937                                                               | 5 років                                                 | Звільнена 5 вересня 1942 |                                                             |
| Комендантов Микола Васильович           | ГАО                                 | 7 листопада 1936                                                             | 10 років                                                | Розстріляний в 1937 | 1957                                                        |
| Комендантова Олександра Іванівна        |                                     | 4 вересня 1937                                                               | 5 років                                                 | Звільнена 17 грудня 1942 | 28 листопада 1956                                           |
| Константинов Олександр Павлович         | ЦНДГРІ, ГАО, ЛГУ, НДІ телебачення   | 1 листопада 1936                                                             | Розстріл                                                | Розстріляний 26 травня 1937 | 15 вересня 1956                                             |
| Константинова Людмила Михайлівна        |                                     | серпень-вересень 1937                                                        | 8 років                                                 | |                                                             |
| Крутков Юрій Олександрович              | Фізтех ім. А. Ф. Йоффе              | 30 грудня 1936                                                               | 10 років                                                | Звільнений 4 березня 1947. Повернувся в ЛГУ | 8 серпня 1957                                               |
| Кузнецов Павло Петрович                 | ЦНДГРІ, ЛГІ                         | 8 жовтня 1936                                                                | Розстріл                                                | Розстріляний 23 травня 1937 | 3 грудня 1957                                               |
| Леман-Балановська Інна Миколаївна       | ГАО                                 | 7 вересня 1937                                                               | 5 років                                                 | Звільнена в 1942. Померла в квітні 1945 дорогою на нове місце роботи в Сімеїзі | 12 червня 1989                                              |
| Лепешинський Юрій (Георгій) Миколайович | ЦНДГРІ, ЛГІ, ЛГУ                    | 20 вересня 1936                                                              | Розстріл                                                | Розстріляний 23 травня 1937 | 13 грудня 1957                                              |
| Лукирський Петро Іванович               | ЛГУ, ЛФТІ                           | У ніч з 2 на 3 квітня 1938                                                   | 5 років                                                 | Звільнений в жовтні 1942 | Справа переглянута й зупинена 12 серпня 1942                |
| Лисенко Федір Остапович                 | ІГ                                  | 22 травня 1937                                                               | Розстріл                                                | Розстріляний 3 вересня 1937 (в день оголошення вироку), за іншими даними, — 26 серпня 1937 (до вироку)                                                                                  | 28 листопада 1956                                           |
| Марков Олександр Володимирович          | АІ                                  | 9 листопада (за іншими даними, 9 грудня) 1936                                | 6 років                                                 | 26 лютого 1940 справа зупинена, 29-го звільнений з-під варти. Повернувся в АІ 3 березня 1940                                                                                            | 8 червня 1957 справа зупинена за відсутністю складу злочину |
| Мошкова Віра Сергіївна                  | АІ                                  | 9 листопада 1936                                                             | 6 років                                                 | 25 березня 1940 справа зупинена, з-під варти звільнена. Поернулась в АІ | 8 червня 1957 справа зупинена за відсутністю складу злочину |
| Мусселіус Анна Іванівна                 |                                     | 7 вересня 1937                                                               | 5 років                                                 | Звільнена 7 вересня 1942 | 10 травня 1989                                              |
| Мусселіус Максиміліан Максиміліанович   | ГАО                                 | 10 лютого 1937                                                               | 10 років                                                | Розстріляний 20 січня 1938 | 3 грудня 1957                                               |
| Мушкетов Дмитро Іванович                | ЛГІ, ГІН, СІН                       | 29 червня 1937                                                               | Розстріл                                                | Розстріляний в день суду 18 лютого 1938 | 8 грудня 1956                                               |
| Нечипоренко Петро Кирилович             | КУ, ПГО                             | 10 травня 1937                                                               | Розстріл                                                | Розстріляний 3 вересня 1937 | 15 лютого 1958                                              |
| Нумеров Борис Васильович                | АІ, ЛГУ                             | У ніч з 21 на 22 жовтня 1936                                                 | 10 років                                                | Розстріляний 15 вересня (?) 1941 | 11 травня 1957                                              |
| Нумерова Єкатерина Єфимівна             | ВГБ при ЦНДГРІ                      | 4 вересня 1937                                                               | 5 років                                                 | | ?                                                           |
| Перепьолкін Євген Якович                | ГАО                                 | 11 травня 1937                                                               | 5 років                                                 | 25 грудня 1937 повторно засуджений у ВТТ за новою справою. Розстріляний 13 січня 1938                                                                                                   | 7 вересня 1956                                              |
| Перепьолкіна Галина Петрівна            |                                     | вересень 1937                                                                |                                                         | |                                                             |
| Постоєв Олександр Іванович              | ТАО                                 | 8 лютого 1936                                                                | 5 років                                                 | Звільнений 13 червня 1939 | 2 грудня 1957 справа зупинена                               |
| Радинський М. О. (або М. А.)            | АІ                                  |                                                                              |                                                         | ? |                                                             |
| Світальський Микола Гнатович            | КУ                                  | 29 червня 1937                                                               | Розстріл                                                | Розстріляний 15 вересня 1937 | 8 жовтня 1957                                               |
| Селіванов С. М.                         | ТАО                                 | грудень 1936                                                                 | ?                                                       | Помер в тюрмі (?) | ?                                                           |
| Сємейкін Борис Євгенович                | ХАО                                 |                                                                              |                                                         | ? |                                                             |
| Случановський Олександр Сергійович      | ЛЕТІ                                | 23 жовтня 1936                                                               | Розстріл                                                | 23 травня 1937 | ?                                                           |
| Соколов Павло Тимофійович               | ЦНДГРІ, ЛГУ, ЛКІ, ЛПІ               | 21 жовтня 1936                                                               | Розстріл                                                | Розстріляний у день суду 23 травня 1937 | 3 грудня 1957                                               |
| Суровцев В. Є.                          | ТАО                                 | грудень 1936                                                                 |                                                         | Помер в тюрмі (?) | ?                                                           |
| Успенський Дмитро Григорович            | ЦНДГРІ, ЛГІ                         | У ніч з 6 на 7 листопада 1936                                                | 10 років                                                | 19 січня 1944 за гарну роботу строк скорочено на 2 роки. Звільнений 27 січня 1945. 11 грудня 1948 знову заарештований і засланий без пре'явлення звинувачення. Звільнений 8 жовтня 1954 | 1956                                                        |
| Фок Володимир Олександрович             | ЛГУ                                 | 11 лютого 1937                                                               | Отпущен через 4 дня                                     | Повернувся до роботи |                                                             |
| Фредерікс Всеволод Костянтинович        | ЛГУ                                 | У ніч з 20 на 21 жовтня 1936                                                 | 10 років                                                | Помер в тюремній лікарні м. Горького 6 січня 1944 | 8 грудня 1956                                               |
| Фукс Едуард Карлович                    | КГРІ                                | 31 січня 1938                                                                |                                                         | Провини не визнав, оголосив голодування, помер у лікарні 2 квітня 1938 | Остаточно реабілітований 21 листопада 1989                  |
| Шатилов Серафім Олександрович           | ЦНДГРІ                              | 26 лютого 1937                                                               | 10 років                                                | Помер в тюрмі | 17 грудня 1957                                              |
| Шигін Борис Олексійович                 | ГАО                                 | серпень 1936                                                                 |                                                         | |                                                             |
| Щеглов В. П.                            | ТАО                                 | грудень 1936                                                                 |                                                         | Повернувся до роботи |                                                             |
| Щиржецький Лев Миколайович              | КМШС                                | жовтень 1941                                                                 |                                                         | Помер в тюрмі в травні 1942 | 1958                                                        |
| Язев І.                                 | ПГО                                 |                                                                              |                                                         | Повернувся до роботи в 1940 |                                                             |
| Яшнов Петро Іванович                    | ГАО                                 | 7 листопада 1936                                                             | 10 років                                                | Помер в тюрмі 29 травня 1940 | 3 грудня 1957                                               |
| Яшнова Ольга Іванівна                   |                                     | 2 вересня 1937                                                               | 5 років                                                 | | 20 лютого 1957                                              |

Позначення:
- АІ — Астрономічний інститут[ru]
- АО ЛДУ — Астрономічна обсерваторія ЛДУ
- ВГБ — Всеросійська геологічна бібліотека при ЦНДГРІ
- ГАО — Головна астрономічна обсерваторія, Пулково
- ГІН — Геологічний інститут АН СРСР
- ІГ — Інститут геології АН УРСР
- КГРІ — Криворізький гірничорудний інститут
- КМШС — Кітабська міжнародна широтна станція (Узбекистан)
- КУ — Київський університет
- ЛГІ — Ленінградський гірничий інститут
- ЛДУ — Ленінградський державний університет
- ЛКІ — Ленінградський кораблебудівний університет
- ЛПІ — Ленінградський політехнічний інститут
- ЛФТІ — Ленінградський фізико-технічний інститут
- ПГО — Полтавська гравіметрична обсерваторія
- СІН — Сейсмологічний інститут АН СРСР
- ТАО — Ташкентська астрономічна обсерваторія
- УГУ — Українське геологічне управління
- ХАО — Харківська астрономічна обсерваторія
- ЦНДГРІ — Центральний науково-дослідний геологорозвідувальний інститут